# Orlíkové z Laziska
Orlíkové z Laziska byli panská rodina vyskytující se na Moravě a ve Slezsku.

## Historie
Rod byl polského původu a na Moravě se usadil teprve v roce 1587, kdy Stanislav Orlík z Laziska opustil Polsko jako stoupenec arcivévody Maxmiliána. Jeho potomky byli: 
- Ondřej (1595–1642), kanovník v Olomouci,
- Jan Kryštof († 1667), rovněž kanovník v Olomouci,
- František Jeroným – zahynul roku 1689 u Vidina v bitvě proti Turkům,[2]
- Karel Julius († 1716), děkan kapituly v Olomouci,
- Karel František Alexander (1694–1770), povýšen v roce 1753 na hraběte, zastával různé veřejné úřady a nakonec byl zemským hejtmanem Opavského a Krnovského knížectví. Jeho syn Gundemar zahynul jako velitel pluku u Kladska v roce 1760,
- Jan Baptist Karel Anton Orlík (1750–1811), nejmladší syn Karla Františka Alexandra.

Posledním členem rodu byl Jan Eugen, jímž rod Orlíků z Laziska v roce 1810 vymřel.
Karel František Alexander z Laziska byl také zakladatelem knihovny Orlíků z Laziska; nechal do barokního zámku v Dolních Životicích přemístit svou vědeckou knihovnu a ve sbírkotvorné činnosti dále pokračoval i jeho syn Jan Baptist Karel Anton Orlík. Knihovna Orlíků obsahuje bezmála 250 svazků, především z 16.–18. století.